# Sassandrioides gracilis
Sassandrioides gracilis är en skalbaggsart som först beskrevs av Karl Adlbauer 2003.  Sassandrioides gracilis ingår i släktet Sassandrioides och familjen långhorningar. Inga underarter finns listade i Catalogue of Life.